# Sodimac
Sodimac es una cadena de comercios de la construcción, ferretería y mejoramiento del hogar de origen chileno, perteneciente al holding S.A.C.I. Falabella. Cuenta con sucursales en Chile, Perú, Colombia, Argentina, México, Brasil y Uruguay
Sodimac se fundó en Chile en 1952 como Sociedad Distribuidora de Materiales de Construcción, una cooperativa abastecedora de empresas constructoras, convirtiéndose en sociedad anónima en los años 1980. Posee más de 100 tiendas en siete países de América. La empresa se encuentra en proceso de expansión a nuevos países como Brasil y México.

## Historia

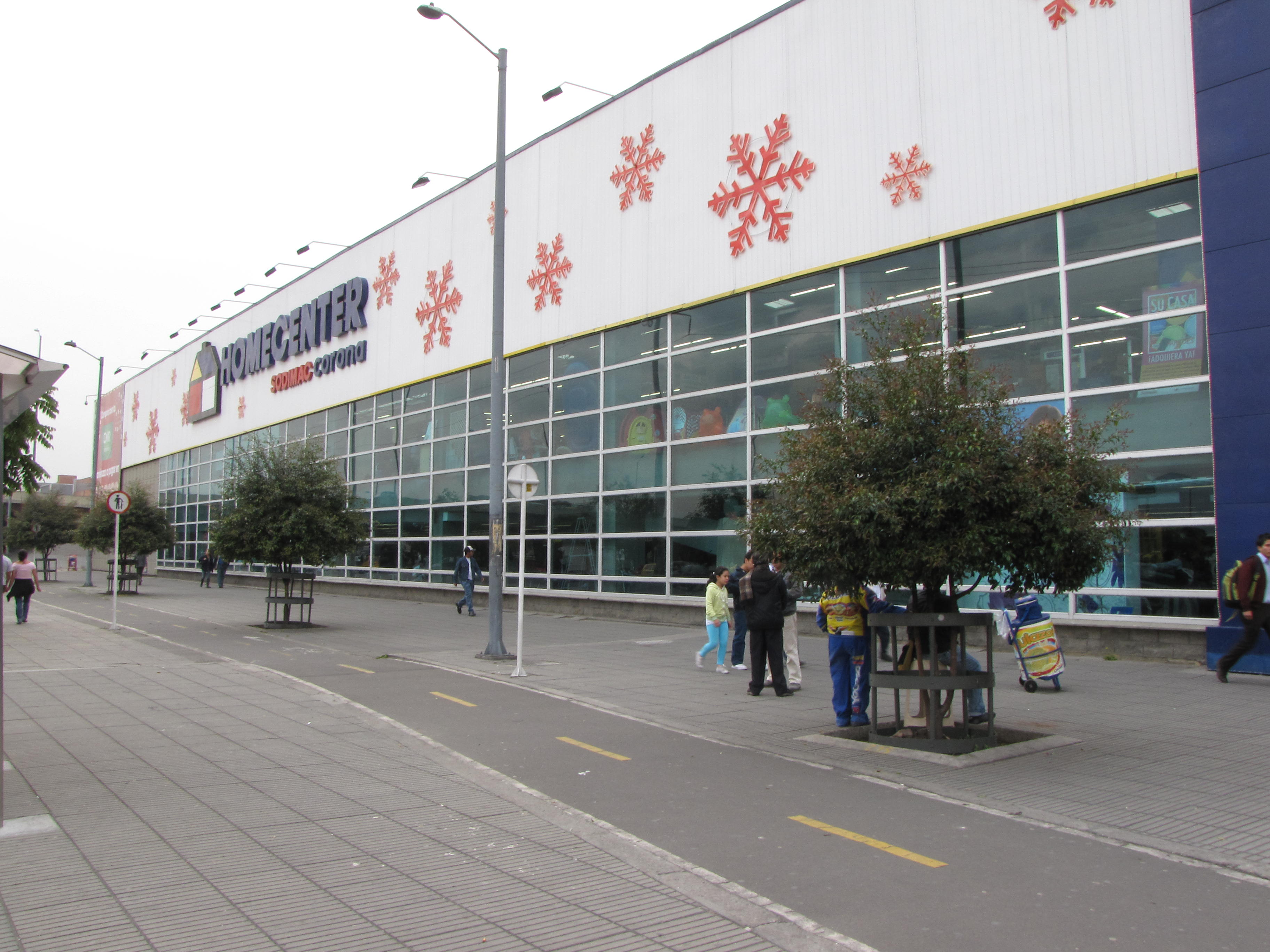
Sodimac Homecenter en Bogotá, Colombia.

El origen de Sodimac se remonta a la década de 1940, cuando una pequeña agrupación de empresarios de la construcción liderada por Walter Sommerhoff formó Sogeco; la naciente empresa abrió su primera oficina como sociedad anónima en Valparaíso, enfocada principalmente en crear un sistema de distribución eficiente para las necesidades del gremio. En 1952 se funda Sodimac como una cooperativa abastecedora de empresas constructoras chilenas. 
La recesión de los años 1980 golpeó duramente a esta cooperativa, al punto de ser declarada en quiebra. Fruto de un proceso de licitación, en 1982 José Luis Del Río Rondanelli adquirió el control de la compañía, pasando a constituirse como Sodimac S.A. Comenzó así una nueva etapa, que tuvo uno de sus más grandes hitos en 1988, cuando recogiendo experiencias internacionales se introduce el formato de venta al detalle bajo la marca «Sodimac Homecenter», destinado a satisfacer las necesidades de mejoramiento, reparación y decoración del hogar. Fue el primero de su tipo en Chile y en América.
En julio de 2003 se anunció la fusión con Falabella, que ya tenía una filial de construcción, Home Store, sumando un conjunto de 103 locales en Chile, Perú, Argentina y Colombia, permitiéndole una rápida internacionalización.
En Chile y Perú el formato Sodimac ha sido dividido en el formato Sodimac Homecenter, para artículos del hogar y ferretería, y Sodimac Constructor, orientado a profesionales de la construcción.
En 2014 y 2015 Sodimac adquirió las acciones de las cadenas Maestro y Crate & Barrel, dos de sus competidoras de este rubro en el Perú.
En marzo de 2015 Sodimac abrió las puertas al público de su primera tienda en Uruguay; en junio del mismo año se abre su primera tienda en São Paulo, Brasil y en abril de 2016 anuncian la llegada a México en conjunto con la cadena local de supermercados Soriana, abriendo la primera tienda en este país en agosto de 2018, en Cuautitlán Izcalli.

## Presencia
Actualmente, Sodimac está presente en siete países latinoamericanos: Chile, Perú, Colombia, Argentina, Uruguay, Brasil y México. Asimismo, opera a través de nueve formatos: Sodimac Homecenter, Sodimac Constructor, Sodimac Express, Sodimac Dicico, Maestro, Homecenter Sodimac Corona, Crate & Barrel, Dicico y Constructor Sodimac Corona. La presencia de estos formatos puede variar de acuerdo a cada país.

### Chile
En Chile, existen los formatos Sodimac Homecenter, Sodimac Express y Sodimac Constructor. A esto se suma el desaparecido formato llamado Homy, que se encarga de vender en exhibiciones reales algunos productos tales como muebles, baños y cocinas, entre otros. Este formato fue inaugurado durante 2012 y estuvo solo en Santiago.
En 2018 Falabella firmó un acuerdo con la cadena sueca IKEA, mediante el cual la cadena de retail chilena operará dicha marca sueca en Chile, Perú y Colombia, lo que implica la transformación de algunas tiendas Homy en locales de IKEA. Para marzo de 2021, todos los locales Homy han sido cerrados para potenciar la marca IKEA, aunque la marca Homy sigue existiendo y se vende en locales Sodimac.
Además, Falabella también es propietaria del 60 % la cadena ferretera Imperial.

### Colombia
En 1993 se abrió en Bogotá el primer almacén Homecenter del país. En el país, 51% de la empresa pertenece a la Organización Corona y el 49% al Grupo Falabella. Todas las sucursales colombianas Homecenter comparten plaza con Constructor, es decir, son tiendas con ambas marcas y servicios. Desde 2014 se está implementando el servicio Carcenter (para autos) en algunas sucursales.

### Perú
El primer local abrió en el distrito de San Miguel (Lima) en octubre de 2004. En 2008 se consolidan los segmentos Sodimac Homecenter y Sodimac Constructor, vigentes hasta la actualidad.
En 2014, Falabella adquirió la cadena Maestro, especializada en herramientas y materiales de construcción, que operaba en el país desde 1994 como una filial de la estadounidense Ace Home Center hasta ser comprada en 2008 por el grupo Enfoca, con la que adoptó el nombre actual.
Sodimac Perú decide mantener sus formatos de tiendas, dirigiéndose a un público diferente: Sodimac Homecenter para decoración y artículos para el hogar, Sodimac Constructor para los proyectos de construcción y remodelación del hogar y empresa y Maestro, especializado en ferretería y dirigido al maestro de obra. En 2019 adaptó la tienda Maestro de Surquillo (Lima) en "Sodimac Maestro", un nuevo piloto que consiste en la fusión de ambas marcas.
A junio de 2020, existen en Lima un total de 13 locales de la marca Sodimac en sus dos variantes Homecenter y Constructor; además de 15 locales de Maestro donde además se incluye el único Sodimac Maestro de Perú. En el interior del país, existen 15 locales de la marca Sodimac ubicados en 12 ciudades diferentes mientras que en el caso de la marca Maestro, se tiene presencia en 12 ciudades con un local en cada una de estas. Sin embargo, en 2024, se planificó renombrar los locales Maestro a solo Sodimac.

### Argentina
En febrero de 2008 inauguró su primer local en San Martín, por demoras en la habilitación del local de Malvinas Argentinas que iba a que ser inaugurado inicialmente. En el mismo año inauguró locales en San Justo y Villa Tesei. Para el año 2009 inauguró un local en Vicente López (Buenos Aires) y en 2010 en Tortuguitas. Posteriormente inaugura locales en Córdoba, La Plata y por último en Adrogué. 
En 2020, con la crisis que se produjo dentro del Grupo Falabella en Argentina, decide cerrar las tiendas de Malvinas Argentinas y Villa Tesei.   

### Uruguay
Sodimac en Uruguay cuenta con cuatro sucursales, la primera de ellas fue inaugurada en 2015 sobre la Avenida Ingeniero Luis Giannattasio en el barrio Barra de Carrasco. La segunda tienda, se encuentra en el barrio montevideano de Sayago al lado del Hipermercado Devoto. Luego se sumaría la tercera sucursal en Maldonado, sobre la ruta 39 y Luis Alberto de Herrera. 
En 2021 con la apertura de Plaza Italia Shopping, se inauguró la cuarta sucursal en el país. En todas cuenta con los formatos Home y Constructor.

### Brasil
En 2013, Falabella ingresó a la propiedad de Dicico, cadena la cual opera 57 tiendas en el estado de São Paulo, con una superficie de ventas de 118 000 metros cuadrados. En junio de 2015 abrió su primera sucursal Sodimac Homecenter. En 2018, Falabella alcanzaría el 100% de la participación en la filial brasilera.

### México
En 2016 la compañía Falabella celebró un acuerdo de colaboración con Organización Soriana para la apertura de tiendas Sodimac en territorio mexicano. El acuerdo da a Soriana y a Falabella un control igualitario 50-50 de la filial mexicana de Sodimac. Su primera tienda abrió el 3 de agosto de 2018 en el municipio de Cuautitlán Izcalli, Estado de México en la zona metropolitana del valle de México, al lado de un supermercado Mega Soriana. Otras aperturas están contempladas a futuro en el municipio de Tlalnepantla y la alcaldía de Gustavo A. Madero, en la Ciudad de México.

## Marketing
Hágalo usted mismo es un programa de televisión patrocinado por la compañía y creado por Alexander Romero, en donde se enseña a realizar tareas de construcción en el hogar. Se estrenó en 1997 y fue transmitido en Canal 13 y Televisión Nacional en Chile; Canal 9 en Argentina; y en Caracol Televisión en Colombia. También fue emitido por el canal de televisión por cable Casa Club TV. El animador hasta 2007 fue Christian Reinike, quien falleció el martes 14 de agosto de 2007, producto de una trombosis cerebral, a sus 38 años. Actualmente el programa no se emite por televisión y los contenidos se pueden encontrar en su sitio web y Youtube.
Asimismo, se edita una revista mensual bajo el mismo nombre, la que se vende en los locales de Sodimac, así como manuales dirigidos a especialistas constructores.